# Shinile (distrikt i Etiopien)
Shinile är ett distrikt i Etiopien.   Det ligger i zonen Shinile Zone och regionen Somali, i den centrala delen av landet, 400 km öster om huvudstaden Addis Abeba.